# Seznam južnoafriških slikarjev
Seznam južnoafriških slikarjev.

## A
- Bill Ainslie
- Marion Arnold

## B
- Gregoire Boonzaier
- Hardy Botha
- Breyten Breytenbach

## C
- Norman Catherine

## D
- Trudy Dicks
- Paul du Toit

## G
- Paul Grendon

## H
- Randolph Harzenberg
- Robert Hodgins

## K
- Olivié Keck

## L
- Ezrom Legae
- Jack Lugg

## M
- Esther Mahlangu
- Trevor Makhoba
- Ernest Mancoba
- Louis Maqhubela
- Pat Mautloa
- Xolile Mtakatya

## N
- Ephrahim Ngatane

## P
- Sophie Peters
- Johannes Phokela

## R
- Dolf Rieser

## S
- Larry Scully
- Helen Sebidi
- Gerard Sekoto
- Durant Sihlali
- Solomon Siko
- Penny Siopis

## T
- Alfred Thoba
- Dominic Tshabangu

## V
- Mandla Vanyaza
- Jan Ernst Abraham Volschenk